# Chasseneuil
Chasseneuil – miejscowość i gmina we Francji, w Regionie Centralnym, w departamencie Indre.
Według danych na rok 1990 gminę zamieszkiwało 580 osób, a gęstość zaludnienia wynosiła 19 osób/km² (wśród 1842 gmin Regionu Centralnego Chasseneuil plasuje się na 619. miejscu pod względem liczby ludności, natomiast pod względem powierzchni na miejscu 332.).